# 2621 Goto
2621 Goto (1981 CA) là một tiểu hành tinh vành đai chính được phát hiện ngày 9 tháng 2 năm 1981 bởi Seki, T. ở Geisei.